# 洛伊特斯豪森
洛伊特斯豪森（德語：Leutershausen，發音：[lɔʏtɐsˈhaʊzn̩] ⓘ）是德国巴伐利亚州中弗兰肯行政区安斯巴赫县的城市，面积84.07平方千米，2023年12月31日人口为5,689人。